# Saint-Éliph
Saint-Éliph település Franciaországban, Eure-et-Loir megyében. Lakosainak száma 833 fő (2022. január 1.). Saint-Éliph Vaupillon községgel határos.

## Népesség
A település népessége az elmúlt években az alábbi módon változott:
| Lakosok száma | 543  | 656  | 738  | 800  | 935  | 928  | 875  | 853  | 843  | 833  |
|               | 1968 | 1982 | 1990 | 2006 | 2013 | 2015 | 2017 | 2019 | 2020 | 2022 |